# 友納真緒
友納 真緒（とものう まお、10月20日 - ）は、東京都出身の女性チェリスト、作曲家である。
2003年に渡辺貞夫のコンサートツアーを初めとして、吉田拓郎、中島みゆきのツアー・サポートミュージシャンとして参加を重ねる。
2009年にアルバム『LIBRA』（リブラ）を発表し、作曲家としてもデビューした。
崎谷健次郎、GLAY、Mr.Childrenなどの様々なアーティストの収録、コンサート、テレビコマーシャルでの演奏と、幅広い分野で活動している。

## 来歴
10月20日生まれ。妹（参議院議員の友納理緒）がいる。3歳よりヴァイオリンを始め、10歳よりチェロに転向する。これまでに、井上頼豊、山川郁子、堤剛、倉田澄子、西内荘一に師事する。私立雙葉中学校卒業後、桐朋女子高等学校音楽科を経て、桐朋学園大学音楽学部ディプロマコースを修了する。大学修了後は、アルゲリッチ音楽祭への参加のほか、World Cello Congress lll （in America）のメンバーにも選ばれて演奏した。
国内の様々なアーティストの楽曲収録、コンサート、テレビコマーシャル演奏収録のミュージシャンとして、渡辺貞夫、宗次郎、谷村新司、松山千春、小椋佳、崎谷健次郎、安全地帯、GLAY、槇原敬之、Mr.Children、HYDE、平原綾香、コブクロ、KinKi Kids、TOKIO、嵐、Hey! Say! JUMP、HY、moumoon、河口恭吾、平賀マリカ、阿部真央のステージ、アルバム制作に参加している。
2003年12月、渡辺貞夫のコンサートツアーにサポート・ミュージシャンとして初めて参加する。
2005年、吉田拓郎のコンサートツアーに参加する。以降、2009年まで継続参加する。
2007年、中島みゆきのコンサートツアー及び「夜会」に参加。
2008年9月、ブログを始める。10月、ヤマハミュージックコミュニケーションズよりリリースされた、瀬尾一三プロデュース『チェロとピアノで聞く中島みゆき』にミュージシャンとして参加する。
2009年1月、ミュージシャンとして参加した『チェロとピアノで聞く中島みゆきII』を発表。5月～6月、崎谷健次郎の「MUSICA / rainy garden」ツアーにバイオリニスト・伊能修と参加。10月、ミュージシャンとして参加した『インストゥルメンタルで聞く中島みゆき』を発表すると同時に、友納自身の1st.アルバム『LIBRA』を誕生日にリリースし、作曲家デビューを果たした。なお、アルバムタイトルは生まれ月の「天秤座」に由来する。以降、友納自身のライヴ活動も展開している。
2010年5月、ピアノ・中村由利子、ギター・古川昌義が結成した音楽ユニット『Life is Melody』にマニピュレーター・小笠原学と参加し、東京・STB139 スイートベイジルでライヴを行う。黒澤楽器店・クロサワバイオリン新宿店にて3回に亙るインストア・ライヴとチェロ・レッスンを開催する。6月、『友納真緒 returns to CERULEAN ～チェロでとどける心のサプリメント～』ライヴを東京・渋谷JZ Bratにて開催する。ミュージシャンはピアノ・キーボード・蓮沼健介、ギター・森正明、パーカッション・松藤一英が参加した。7月、山本潤子をゲストに招いたLife is Melodyのライヴ『Beautiful Songs in 森ノ宮ピロティホール』を大阪・森ノ宮ピロティホールで開催した。8月、『インストゥルメンタルで聞く中島みゆき』第2弾のレコーディングに参加。9月、中村由利子のコンサート『Piano Fantasy vol.21』、宗次郎の「オカリナ・コンサート」に参加。10月、崎谷健次郎の「PIECE OF DREAMS」ツアーに参加。阿部真央のレコーディングに参加。公式ウェブサイトを開設する。11月、宗次郎のオカリナ・コンサート「古〜いにしえみち〜道」に参加予定。翌年3月までに奈良、兵庫、和歌山、栃木、東京で開催予定。12月、KinKi Kidsのコンサートツアー、崎谷健次郎のコンサートに参加予定。

## 人物
- 好きな花は、ガーベラ。
- 愛用の傘はチェロを十分覆える大きさで、布にはフランス語で「鏡よ鏡･･･世界で一番美しいのはだぁ～れ。」と書かれている。
- チェロを弾く時は、座面の高さでチェロの音色が変化するため、仕事でも家でもピアノ椅子を愛用している。
- チェロのチューナーは、クリップ付きの黒色ハローキティを使用している。
- パソコン等の機械操作が苦手。公式サイトは妹が管理人を務めている。
- 『中島みゆきのオールナイトニッポン月イチ』で中島に明かされたエピソードとして、とあるツアーに参加した際、漢字では読みにくいことを理由にスタッフが名簿には「とものうまお」とひらがなで書かれ、プロデューサーに「ともの・うまお」と呼ばれた上、男と勘違いされたと披露された。この話から派生して、リスナーの本名にまつわるエピソードを受け付けるコーナー「ともの・うまお」が生まれ、ブログでこのことについて触れた[1]。

## ディスコグラフィ

### アルバム
1. 『LIBRA』（2009年10月20日発売、MAOT MUSIC MAOT-0001）

### ライヴ・アルバム
1. 『真緒美学 〜Mao Tomonoh with Great Musicians〜』（2013年発売）
2. 『真緒美学2 〜Mao Tomonoh with Great Musicians〜』（2016年発売）

### 参加アルバム
1. 『チェロとピアノで聞く中島みゆき』（2008年10月22日発売、YAMAHA MUSIC YCCW-10088）
2. 『チェロとピアノで聞く中島みゆきⅡ』（2009年1月29日発売、YAMAHA MUSIC YCCW-10095）
3. 『インストゥルメンタルで聞く中島みゆき』（2009年10月21日発売、YAMAHA MUSIC YCCW-10104）
4. 『インストゥルメンタルで聞く中島みゆきⅡ』（2010年10月13日発売、YAMAHA MUSIC YCCW-10122）
  - 1～4は、瀬尾一三プロデュース、中島みゆきオフィシャルインストゥルメンタルカバーアルバムである。

## サウンドトラック
- テレビ東京系音楽ドキュメンタリー番組『みゅーじん（音遊人）』（2008年10月～2009年3月）エンディングテーマ「誕生」- 『友納真緒&坂本昌之』名義。

## メディア出演

### ラジオ
- レディオ湘南『街ラジmusic flow!!』（2009年12月19日放送）- ゲスト出演。

### テレビ
- NHK総合歌謡番組『NHK歌謡コンサート』- サポートミュージシャンとして多数出演。